# سيدني شميلتز
سيدني شميلتز (بالهولندية: Sidney Schmeltz) (8 يونيو 1989 بنيواخاين في هولندا - ) هو لاعب كرة قدم هولندي في مركز الوسط. لعب مع أولدهام أثلتيك وسبارتا روتردام وشروزبري تاون وفيلم تو تيلبورغ ونادي بتروجيت ونادي هارتلبول يونايتد ونادي فيندام والمير سيتي.

## وصلات خارجية
- سيدني شميلتز على موقع قاعدة بيانات كرة القدم.إي يو (الإنجليزية)
- سيدني شميلتز على موقع Soccerbase.com (لاعب) (الإنجليزية)
- سيدني شميلتز على موقع Soccerway.com (الإنجليزية)